# Haval F7
La Haval F7, chiamata anche Great Wall Haval F7, è un'autovettura prodotta dal 2018 dalla casa automobilistica cinese Great Wall Motors con il marchio Haval.

## Descrizione
Anticipata da una concept car chiamata Haval HB-03 che è stata presentata al salone di Shanghai nell'aprile 2017, la versione definitiva ha debuttato il 29 agosto 2018 al Salone dell'automobile di Mosca. Nel novembre seguente è stata avviata la commercializzazione in Cina, seguita dalla Russia nella primavera del 2019. La vettura si posiziona nel listino della Great Wall sopra l'Haval F5. Telaisticamente e meccanicamente la F7 condivide molte componenti con la WEY VV6. La vettura, che segue lo schema tuttoavanti, è mossa da due motorizzazioni benzina a quattro cilindri entrambe turbocompresse: un 1,5 litri e 2,0 litri abbinati a una trasmissione doppia frizione a 7 marce. 
In Cina la F7 è alimentato da una benzina da 1,5 litri motore con 124 kW (169 CV) e un 2,0/ litri con 145 kW (197 CV) o 165 kW (224 CV), mentre in Russia è disponibile un motore a benzina da 1,5 litri con 110 kW (150 CV) o un motore a benzina da due litri con 140 kW (190 CV).

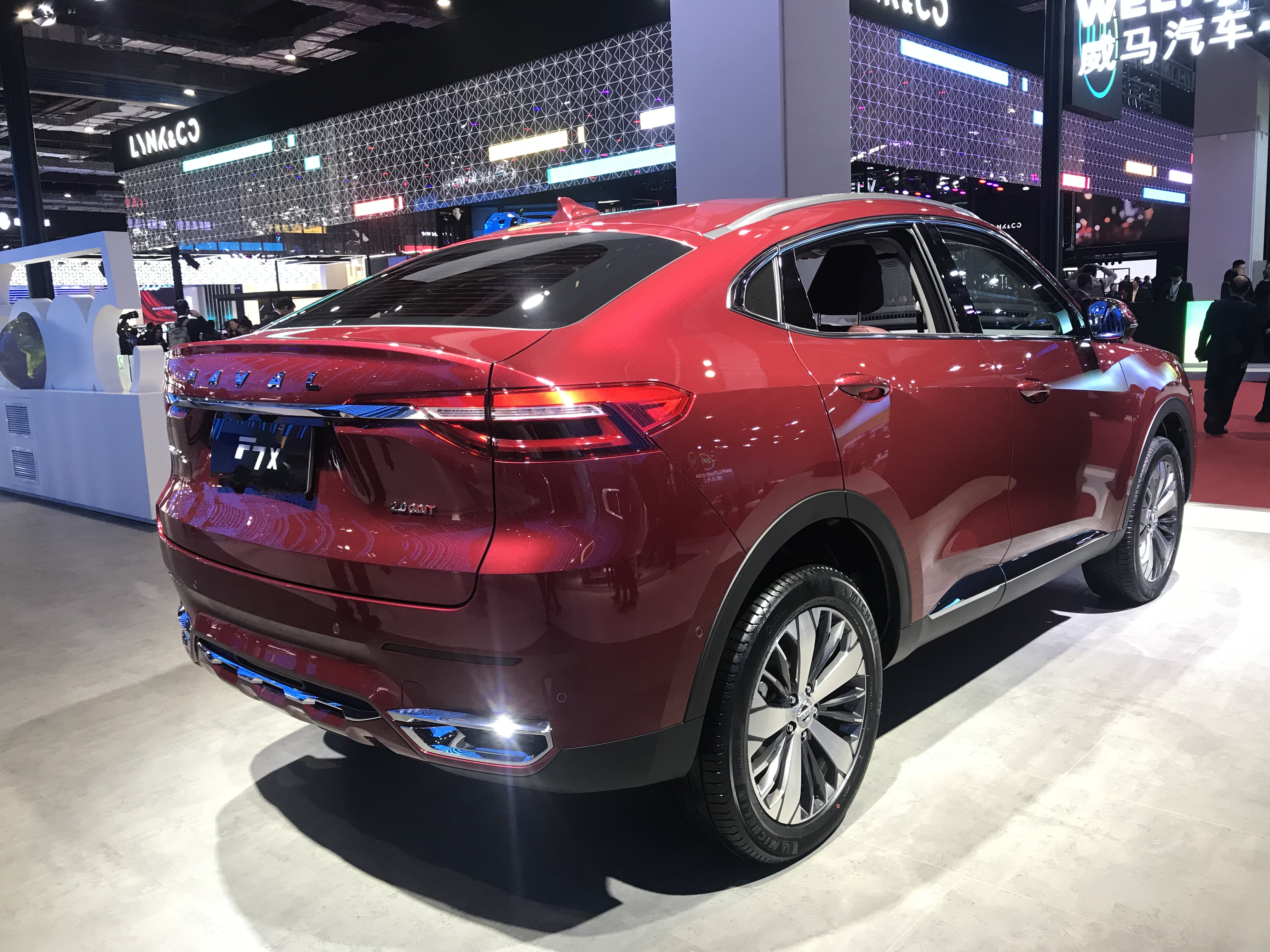
Haval F7x

## Haval F7x
Durante il salone di Shanghai 2019 la casa cinese ha presentato una versione con carrozzeria fastback-coupe dell'Haval F7 chiamata Haval F7x. L'Haval F7x condivide motore e meccanica con l'Haval F7 e tutte le parti della carrozzeria che vanno dal frontale ai montanti centrali, con la coda, il posteriore e il taglio del padiglione in stile coupé.